# ويليام فيفري
ويليام فيفري (20 فبراير 1987 في سويسرا - ) هو لاعب كرة قدم سويسري في مركز حراسة المرمى. شارك مع منتخب سويسرا تحت 20 سنة لكرة القدم. أما مع النوادي، فقد لعب مع نادي ثون ونادي فادوتس ونادي ويل ونوشاتل زاماكس ‏.

## وصلات خارجية
- ويليام فيفري على موقع قاعدة بيانات كرة القدم.إي يو (الإنجليزية)
- ويليام فيفري على موقع Soccerway.com (الإنجليزية)
- ويليام فيفري على موقع عالم كرة القدم.نت (الإنجليزية)
- ويليام فيفري على موقع AS.com (الإسبانية)